# Сысоев, Даниил Алексеевич
Дании́л Алексе́евич Сысо́ев (12 января 1974, Москва — 20 ноября 2009, там же) — российский религиозный деятель, священник Русской православной церкви. Настоятель московского храма святого апостола Фомы на Кантемировской, миссионер, публицист, писатель. Кандидат богословия (2000).
Активно занимался миссионерской деятельностью, в частности, проповедью православия мусульманам. За свои высказывания об исламе подвергался критике с их стороны. Убит в храме при исполнении священнослужебных обязанностей, по версии следствия убийца ― Бексултан Карыбеков, 1987 года рождения, уроженец города Ош Кыргызстана. Некоторые православные почитают Даниила Сысоева как мученика и ожидают его канонизации в будущем.

## Биография
По собственным словам, наполовину русский, наполовину татарин. Вырос в семье художников. Отец — священник Алексей Николаевич Сысоев, клирик храма Петра и Павла в Ясеневе. Мать — Анна Мидхатовна Амирова. Прадед по материнской линии был муллой.
Летом 1988 года участвовал в восстановительных работах в возрождающейся Оптиной пустыни, где познакомился с будущим иеромонахом Василием (Росляковым) (18 апреля 1993 года убитым вместе с иноками Оптиной пустыни Трофимом и Ферапонтом).
В 1991 году поступил в Московскую духовную семинарию с характеристикой и рекомендацией, выданной священником Артемием Владимировым. В семинарии нёс послушание певца и уставщика смешанного хора Регентской школы.
Учась в Московской духовной семинарии, по воспоминаниям иеромонаха Иова (Гумерова) «был проникнут горячим убеждением, что только Православие содержит спасительную истину. Обладая прекрасными способностями, он уже в студенческие годы знал церковные каноны и горячо спорил со студентами и преподавателями, когда они допускали малейшие компромиссы».
В 1994 году епископом Магаданским Ростиславом (Девятовым) посвящён в чтеца. В том же году женился на Юлии Михайловне Брыкиной, дочери бизнесмена Михаила Брыкина. В 1995 году окончил Московскую духовную семинарию. В 1995 году рукоположён в священный сан диакона. В том же году поступил в Московскую духовную академию, продолжив образование на заочном секторе обучения.
Диаконское служение проходил в Храме Успения Пресвятой Богородицы в Гончарах (Болгарское подворье). Не поддерживая никаких компромиссов в соблюдении устава, был в противоречивых отношениях с настоятелем храма архимандритом Борисом (Добревым) (ныне епископ Агатоникийский Болгарской православной церкви).
В 2000 году окончил Московскую духовную академию с присвоением степени кандидата богословия. Тема защищённой диссертации «Антропология Адвентистов седьмого дня и Общества сторожевой башни и её анализ». В январе 2001 года рукоположён в священный сан иерея Святейшим Патриархом Алексием II и назначен клириком храма Петра и Павла в Ясеневе при настоятеле игумене Мелхиседеке (Артюхине).
Служил священником на Крутицком подворье в храме Воскресения Словущего у о. Анатолия Берестова.
В 2003 году организовал самостоятельную приходскую общину в районе метро Кантемировская и, получив в ноябре 2003 года благословение Святейшего Патриарха Алексия II, приступил к организации строительства нового храма в честь пророка Даниила (своего небесного покровителя) на территории Южного административного округа города Москвы.
К празднику Святой Пасхи 2004 года за усердное служение Церкви Божией Патриархом Московским и всея Руси Алексием II удостоен права ношения камилавки.
В ноябре 2006 года был возведён временный деревянный храм, престол которого освящён в честь апостола Фомы. При храме апостола Фомы, где Сысоев настоятельствовал, развивалось миссионерское движение, включавшее в себя курсы подготовки православных «уличных миссионеров», задачей которых стало привлечение людей к православному вероучению посредством обращения к прохожим на улице.

### Семья
Был женат на Юлии Сысоевой (в девичестве Брыкиной). В браке родились три дочери: Иустина, Дорофея и Ангелина.

### Преподавательская деятельность
С сентября 1995 года преподавал Закон Божий в старших классах Православной классической гимназии «Ясенево».
Примерно с 2000 по 2004 годы преподавал литургику на вечерних Богословских курсах при храме Петра и Павла в Ясеневе (подворье Свято-Введенской Оптиной пустыни в Москве).
C 2004 по 2009 год преподавал сначала литургику, а потом миссиологию в Перервинской духовной семинарии при Николо-Перервинском монастыре.

### Миссионерская деятельность
Под миссионерской деятельностью отец Даниил Сысоев подразумевал в первую очередь проповедническое слово о Христе. На каждом богослужении обязательно произносил проповедь. На литургии произносил слово, посвящённое теме Евангельского чтения, на всенощном бдении — проповедь на тему празднуемого Церковью события или святого, говорил слово и на молебне и на панихиде и вообще при всяком уместном случае.
С 1997 года проводил регулярные, по четвергам, вечерние Библейские беседы (чтение Библии с толкованием), сначала на Крутицком подворье, а с 2006 года — в храме апостола Фомы на Кантемировской. Читал сначала главу из Ветхого Завета и растолковывал практически каждый стих, опираясь на толкования святителя Иоанна Златоуста и других святых отцов. Потом прочитывал главу или часть главы из Нового Завета (в основном Деяний или Посланий или Апокалипсиса) и давал по стихам толкование на читаемое место.
В 2007 году возглавил поездку миссионерской группы по кряшенским селениям Татарстана.
В 2008 году была организована летняя поездка миссионерской группы в Кыргызстан, в которой отец Даниил принял активное участие: провёл несколько бесед как в местных православных приходах, так и с местными жителями, и совершил несколько крещений местных жителей.
Часть миссионерской группы совершила поездку в мусульманский регион у города Ош.
В 2009 году состоялась новая поездка миссионерской группы в город Заинск — административный центр Заинского района Татарстана.
Помимо того, отец Даниил совершил множество личных поездок (без миссионерской группы) по разным епархиям России и по зарубежным странам — например, две поездки в 2007 и 2008 годах в Македонию.
Отец Даниил был одним из главных участников двух открытых диспутов с мусульманами — «Библия или Коран являются откровением Бога?» и «Представление о Боге», трёх диспутов со старообрядцами (представителями РПСЦ) — «Обряд и вера», «Символ веры», «Старые и новые обряды».
Отец Даниил регулярно участвовал в различных телевизионных и радиопередачах.
По благословению о. Даниила Сысоева была написана икона «Собор святых из ислама в Православие обратившихся», на которой изображены 16 святых, таких как Або Тбилисский, мученик Ахмед Калфа, Омир Иерусалимский и др.

### Убийство
19 ноября 2009 года был смертельно ранен в храме апостола Фомы двумя выстрелами из пистолета (по другим данным, выстрелов было четыре). Убийца (нерусский, как отмечено очевидцами «по характерному акценту»), бывший в медицинской маске, выстрелил два раза также во встретившегося ему на выходе регента хора и скрылся. Даниил Сысоев скончался на операционном столе 20 ноября.
Отпевание 23 ноября 2009 года в храме Петра и Павла в Ясеневе возглавил архиепископ Арсений (Епифанов) (присутствовали 237 священников и около тысячи мирян); по окончании отпевания патриарх Кирилл совершил у гроба почившего заупокойную литию. В прощальном слове патриарх, в частности, сказал:
Отец Даниил много сделал для утверждения Божией правды <…> Но, наверное, самое сильное слово, которое он произнёс, — это то, свидетелями которому мы являемся сегодня. Если человека убивают за Божию правду, это значит, что правда сия разит людей, её неприемлевших, обладает огромной силой.
Погребён на территории храма Спаса Нерукотворного Образа на Сетуни на Епархиальном кладбище (часть Кунцевского кладбища).
Сорок дней со дня его смерти пришлись на его именины — день памяти пророка Даниила.

## Расследование убийства. Версии и мнения

### Предшествовавшие конфликты
О неоднократных угрозах убийством за его высказывания об исламе говорил сам Сысоев осенью 2009 года.

### Мнения
20 ноября 2009 года руководитель пресс-службы Московской патриархии священник Владимир Вигилянский, лично знавший убитого, сказал:

Отец Даниил был яркой фигурой в московском священстве — человек творческий, активный, истинный проповедник и миссионер. Думаю, он пострадал именно из-за своей активной позиции.
В тот же день высказался протодиакон Андрей Кураев:

Я убеждён, что это был выстрел религиозно мотивированный. Если это так, то, конечно, отец Даниил пополняет число российских новомучеников.
23 ноября политолог Станислав Белковский высказал мнение, что «у о. Даниила был конфликт с одной крупной компанией», которая «хотела забрать себе земельный участок, на котором стоял храм св. апостола Фомы». Отмечалось также, что убийство было совершено в канун дня рождения Патриарха Кирилла.
26 ноября иеромонах Иов (Гумеров), отвечая на вопрос, можно ли считать кончину отца Даниила Сысоева мученичеством, в статье, опубликованной на Православие.Ru, написал:

...его кончина есть христианская жертва ради того высокого дела, к которому он считал себя призванным. Смерть — очевидная победа, ибо «воинов Божиих и Христовых не убивают, а увенчивают»
Иеромонах Димитрий (Першин), лично знавший о. Даниила, так отозвался о произошедшем:

Убиенный отец Даниил — священномученик. Сегодня день его рождения в Вечность. Ключевые слова Евангелия этого дня — это слова Спасителя: «Не бойтесь убивающих тело…».

### Версия следствия
По основной первоначальной версии уголовного следствия, убийство было совершено на религиозной почве: ранее погибшему неоднократно угрожали представители некой экстремистской группировки. Ответственность за убийство взял на себя никогда не бывавший на Кавказе сторонник амира мусульман Доку Умарова, имя которого не раскрывается.
За помощь в поимке убийцы инвестиционный холдинг «Вашъ Финансовый Попечитель» объявил награду в 1 млн рублей.
Позже некоторую информацию об убийце предоставили боевики «кавказского сопротивления», но обещанное вознаграждение так и не было выплачено.

### Инциденты после убийства Даниила Сысоева
5 декабря 2009 года, около 4 часов вечера, клирик храма апостола Фомы священник Виталий Зубков был избит тремя неизвестными на Кантемировской улице, по дороге к храму, — согласно сведениям, полученным от самого Зубкова. Нападение отец Виталий связывает с убийством настоятеля.
На 40-й день после смерти иерея Даниила Сысоева, 30 декабря 2009 года, ДПНИ решило провести пикет, посвященный его памяти. На сайте Миссионерского центра пророка Даниила появилось обращение с просьбой не участвовать в данной акции и «не поддаваться возможным провокациям на межнациональной почве».

### Заявления о раскрытии убийства Даниила Сысоева
16 марта 2010 года представитель Следственного комитета Владимир Маркин заявил, что 1 декабря 2009 года сотрудники правоохранительных органов застрелили при задержании в Махачкале оказавшего вооружённое сопротивление уроженца Кыргызстана Бексултана Карыбекова и изъяли у него пистолет, из которого в ноябре 2009 года был убит Даниил Сысоев. В тот же день глава пресс-службы Патриархии Владимир Вигилянский заявил: «Мы, конечно, испытываем удовлетворение относительно того, что есть некая ясность, связанная с этим громким преступлением. Однако у меня есть некоторые сомнения относительно того, что полностью раскрыто убийство отца Даниила».
На следующий день киргизские журналисты со ссылкой на слова матери Карыбекова заявили, что убитый 1 декабря 2009 года на посту в Махачкале мог быть не Бексултаном Карыбековым; глава компании «Вашъ финансовый попечитель» Василий Бойко, ранее объявивший о вознаграждении за раскрытие убийства, по состоянию на 17 марта 2010 года воздерживался от выплаты премии — в связи с тем, что «на данный момент нет никаких доказательств — ни документальных, ни каких-либо ещё — о том, что найден убийца Сысоева».

## Община храма пророка Даниила
В 2005 году правительство Москвы выделило общине храма пророка Даниила на Кантемировской, возглавляемой Даниилом Сысоевым, 0,5 гектара земли в Москворечье-Сабурове (Пролетарский проспект, 62/16), недалеко от станции метро Кантемировская, для строительства каменного храма в честь пророка Даниила. Пока построен (в ноябре 2006 г.) лишь временный деревянный храм в честь апостола Фомы.
В августе 2009 года Департамент природопользования Москвы, указав на нарушение природоохранного законодательства деятельностью общины, заявил о намерении снести храм. 11 августа 2009 года заместитель префекта ЮАО заявил, что принято принципиальное решение разрешить строительство храма в этом месте, а жители, во время общественных слушаний по новому Генеральному плану Москвы, потребовали внести храм в проект Генплана..
При храме действуют миссионерские курсы, певческая школа, иконописная школа, отряд скаутов.

## Позиция и деятельность
Был известен своей активной миссионерской работой в среде мусульман-мигрантов (в Москве), обращением в православие татар, чеченцев, дискуссиями о креационизме, диспутами с мусульманами, многостраничной полемикой и статьями о патриотизме и «уранополитизме». Некоторые СМИ квалифицировали его оценки ислама и мусульман как «радикальные». За свои резкие высказывания об исламе критиковался и со стороны православных священнослужителей. В связи с этим Сысоев неоднократно получал угрозы в свой адрес.
Высказывался на темы проповеди православия и миссионерства среди различных групп, включая скинхедов, старообрядцев, мусульман. С августа 1996 года вёл беседы с людьми, пострадавшими от деятельности сект и оккультистов. Занимал консервативную позицию по отношению к занятиям йогой, карате, латиноамериканскими танцами и танцем живота, призывая христиан не посещать данные занятия. Отвергал теорию эволюции, был редактором сборника «Шестоднев против эволюции».
Отрицательно относился к коммунизму, считая его заразой, корнем зла которого являлось чувство зависти. 17 июля 2007 года принял участие в молебне о переименовании станции столичного метро «Войковская», прошедшем в московском храме Всех Святых на Соколе, в ходе которого назвал ликвидацию мавзолея и памятников кровавым деятелям большевизма необходимым актом покаяния.
Считал, что образование должно быть только церковным, а нехристианское образование заведомо разрушительно (тут имелось в виду, что автор отвергает теорию эволюции).
Был противником абортов. Лично принимал участие в антиабортных акциях. На пикете 1 июня 2009 года он сказал: «Мы здесь, чтобы попытаться отстоять права самых беззащитных граждан нашей страны — детей, убиваемых во чреве матери. Мы выступаем за полный и безоговорочный законодательный запрет абортов. Врачи и медицинские учреждения, практикующие детоубийство, должны быть преданы всеобщему общественному порицанию».
Придерживался взглядов «уранополитизма», который главным родством признаёт родство не по крови или стране происхождения, а родство во Христе. Отец Даниил говорил, что во Христе Иисусе «нет ни эллина, ни иудея», а пропаганда национализма — отход от подлинного христианства. Здесь он имел в виду национализм как чувство превосходства своей национальности над другими, а не как отстаивание интересов одного народа и культуры. Относительно второго считал, что только христианство может обеспечить настоящую национальную идентичность, говоря: «Так какая же из религий обеспечивает настоящую национальную самоидентичность? Очевидно, что только христианство, которое не уничтожает народы, но указывает своё место любви к нации в общем хоре истинно вселенской Веры».

## Критика
В 2007 году сопредседатель Совета муфтиев России Нафигулла Аширов собирался подать в суд на Даниила Сысоева за книгу «Брак с мусульманином», которая, по его словам, содержит оскорбительные для мусульман выражения; Нафигулла Аширов назвал православного священника «русским Салманом Рушди».
Журналист Халида Хамидулина обвинила Даниила Сысоева в разжигании ненависти к исламу в его публикациях и подала иск в суд.
Высказывали недовольство в отношении Даниила Сысоева некоторые ультраправые околоправославные издания за его антимонархическую, по мнению данных изданий, позицию.
Представители старообрядцев давали самые негативные оценки Даниилу Сысоеву за высказывания в адрес старообрядцев. После выхода в апреле 2007 года статьи отца Даниила под названием «Размышления о протопопе Аввакуме, церковной смуте и любви к Родине» старообрядцы обвиняли Сысоева в низком уровне высказываемых им суждений, в клевете, лжи и искажении исторических фактов. Данная статья Сысоева послужила причиной обращения предстоятеля Русской православной старообрядческой церкви митрополита Корнилия в отдел внешних церковных связей Московского патриархата (ОВСЦ). В обращении митрополит Корнилий указал на многочисленные случаи лжи и клеветы против старообрядцев в статье Сысоева, а также сказал, что данная статья разжигает межрелигиозную вражду. В ответе, написанном от имени ОВСЦ митрополитом Смоленским и Калининградским Кириллом, говорится о недопустимости впредь публикации в изданиях Русской православной церкви статей, содержащих оскорбления чувств старообрядцев и игнорирующих соборные определения Русской православной церкви. Митрополит Кирилл предложил провести круглые столы представителей РПЦ и РПСЦ. После этого состоялись три диспута со старообрядцами.
Бывший протодиакон Андрей Кураев выразил «пожелание… чтобы методы его миссии не были канонизированы вместе с отцом Даниилом». По мнению Кураева, «вина» в том, что на многих мусульманских сайтах радостно реагировали на убийство священника, лежит и на нём самом.

## Память
14 октября 2010 года его вдовою был представлен фонд его памяти. По словам Юлии Сысоевой, «идея фонда заключается в максимально полной реализации всех проектов и идей отца Даниила по миссии, благотворительности и издательству».

## Публикации
- Летопись начала. — М. : Изд-во Сретенского монастыря, 1999. — 254 с. — 7000 экз.
  - Летопись начала. — Москва : Аксиос, 2003. — 301 с.
  - Летопись начала. От сотворения мира до исхода. — Изд. 2-е, доп., испр. — Москва : Благотворительный фонд «Миссионерский центр им. иерея Д. Сысоева», 2011. — 602 с. — ISBN 978-5-4279-0016-4
  - Летопись начала. От сотворения мира до исхода. — Изд. 3-е, испр. и доп. — Москва : Благотворительный фонд «Миссионерский центр им. иерея Д. Сысоева», 2014. — 510 с. — ISBN 978-5-4279-0016-
- Антропология Адвентистов Седьмого дня и свидетелей Иеговы. — М.: Русскій Хронографъ, Миссионерско-просветительский центр «Шестодневъ», 2002.
- Прогулка протестанта по православному храму. — М.: Изд-во Душепопечительского Центра св. прав. Иоанна Кронштадтского, 2003. — 10 000 экз. — ISBN 5-94264-009-2.
  - Прогулка протестанта по православному храму. — Москва : Миссионерский центр им. иерея Даниила Сысоева, 2011. — 89 с. — ISBN 978-5-4279-0012-6
  - Прогулка протестанта по православному храму. — Москва : Миссионерский центр им. иерея Даниила Сысоева, 2014. — 88 с. — ISBN 978-5-4279-0012-6
  - A Protestant’s walk through an Orthodox church / transl. by Anthony Williams. — Moscow : Rev. Daniel Sysoev missionary center benevolent fund, 2014. — 93 с. — ISBN 978-5-4279-0012-6
- «Кто, как Бог?» или сколько длился день творения. — Душепопечительский Православный Центр святого праведного Иоанна Кронштадтского, 2003 /страниц=224. — ISBN 5-94264-006-8.
  - Кто как Бог или Сколько длился день творения. — Изд. 2-е. — Москва : Благотворительный фонд «Миссионерский центр им. иерея Д. Сысоева», 2011. — 169 с. — ISBN 978-5-4279-0017-1
  - Кто как Бог или Сколько длился день творения. — Изд. 2-е. — Москва : Благотворительный фонд «Миссионерский центр им. иерея Д. Сысоева», 2013. — 169 с. — ISBN 978-5-4279-0017-1
  - Кто как Бог или Сколько длился день творения. — Изд. 2-е. — Москва : Благотворительный фонд «Миссионерский центр им. иерея Д. Сысоева», 2014. — 169 с. — ISBN 978-5-4279-0017-1
- Если ты еще не крестился... : приглашаем к разговору: того, кто сомневается; того, кто готовится ко крещению. — Москва : Данил. благовестник, 2004. — 141 с. — ISBN 5-89101-156-5. — 30 000 экз.
  - Если ты еще не крестился... : приглашаем к разговору: того, кто сомневается, того, кто готовится ко крещению. — Москва : Данилов мужской монастырь : Даниловский благовестник, 2010. — 142 с. — ISBN 5-89101-391-9
- Почему ты еще не крещен? — Даниловский благовестник, 2004. — ISBN 5-89101-156-5.
  - Почему ты еще не крещен?. — Москва : Изд-во Храма пророка Даниила на Кантемировской, 2008. — 158 с. — ISBN 978-5-98988-014-0
  - Почему ты еще не крещен?. — Москва : Миссионерский центр им. иерея Даниила Сысоева, 2011. — 120 с. — ISBN 978-5-4279-0018-8
  - Почему ты еще не крещен?. — Москва : Благотворитальный фонд «Миссионерский центр им. иерея Даниила Сысоева», 2012. — 120 с. — ISBN 978-5-4279-0018-8
  - Почему ты еще не крещен?. — Москва : Благотворитальный фонд «Миссионерский центр им. иерея Даниила Сысоева», 2014. — 120 с. — ISBN 978-5-4279-0018-8
  - Weshalb bist du nicht getauft? / Übers.: Roman Bannack. — Moskau : Missionszentrum «Priester Daniil Sysojew» (Karitative Stiftung) ; Wachtendonk : Hagia Sophia, 2016. — 141 с. — ISBN 978-3-937129-37-2
- Зачем ходить в храм каждое воскресенье? — М.: Храм пророка Даниила на Кантемировской, 2007. — 48 с. — ISBN 978-5-98988-006-5.
  - Зачем ходить в храм каждое воскресенье? О причащении на Пасху. — Москва : Изд-во Храма пророка Даниила на Кантемировской, 2008. — 47 с. — ISBN 978-5-98988-017-1
  - Зачем ходить в храм каждое воскресенье? : о причащении на Пасху. — Москва : Миссионерский центр имени иерея Даниила Сысоева, 2011. — 45 с. — ISBN 978-5-4279-0006-5. — 30000 экз.
  - Зачем ходить в храм каждое воскресенье?: о причащении на Пасху. — Москва : Благотворительный фонд «Миссионерский центр имени иерея Даниила Сысоева», 2012. — 45 с. — ISBN 978-5-4279-0006-5. — 30000 экз.
  - Зачем ходить в храм каждое воскресенье?: о причащении на Пасху. — Москва : Благотворительный фонд «Миссионерский центр имени иерея Даниила Сысоева», 2013. — 45 с. — ISBN 978-5-4279-0006-5
  - Why go to church every sunday? / transl. by priest Sergiy Alekseev. — Moscow : Rev. Daniel Sysoev missionary center benevolent fund, 2014. — 34 с. — ISBN 978-5-4279-0006-5
- Замуж за неверующего? — М.: Изд-во храма пророка Даниила на Кантемировской, 2007. — С. 30. — ISBN 978-5-98988-005-8.
  - Замуж за неверующего!!! — Москва : Благотворительный фонд «Миссионерский центр им. иерея Даниила Сысоева», 2011. — 31 с. — ISBN 978-5-4279-0013-3
  - Замуж за неверующего. — Москва : Благотворительный фонд «Миссионерский центр им. иерея Даниила Сысоева», 2014. — 31 с. — ISBN 978-5-4279-0013-3
- Беседы на книгу «Песнь Песней». — Москва : Изд-во храма пророка Даниила на Кантемировской, 2008. — 222 с. — ISBN 978-5-98988-018-8
  - Беседы на книгу Песнь песней. — Москва : Христианская книга, 2010. — 221 с.
- Как часто надо причащаться? — М.: Изд-во храма пророка Даниила на Кантемировской, 2009. — ISBN 978-5-98988-019-5.
  - Как часто надо причащаться. — Москва : Благотворительный фонд «Миссионерский центр им. иерея Д. Сысоева», 2011. — 123 с. — ISBN 978-5-4279-0019-5
  - Как часто надо причащаться. — Москва : Благотворительный фонд "Миссионерский центр имени иерея Даниила Сысоева, 2012. — 151 с. — ISBN 978-5-4279-0019-5.
  - Как часто надо причащаться. — Москва : Благотворительный фонд «Миссионерский центр имени иерея Даниила Сысоева», 2015. — 151 с. — ISBN 978-54279-0019-5. — 8 000 экз.
  - How often should one commune? / Priest Daniel Sysoev. The truth about the practice of frequent communion / Deacon Georgiy Maximov; [к сборнику в целом] transl. by Deacon Nathan Williams. — Moscow : Rev. Daniel Sysoev missionary center benevolent fund, 2014. — 120 с. — ISBN 978-5-4279-0019-5
- Инструкция для бессмертных или что делать, если Вы все-таки умерли… — М.: Изд-во храма пророка Даниила на Кантемировской, 2009. — ISBN 978-5-98988-013-3.
  - Instrukcija nemirstīgajiem jeb ko darīt, ja Jūs tomēr esat miris... («Инструкция для бессмертных») Riga. — 2010. — 102.
  - Инструкция для бессмертных, или Что делать, если вы все-таки умерли. — Москва : Благотворительный фонд "Миссионерский центр им. иерея Д. Сысоева, 2011. — 148 с. — ISBN 978-5-4279-0002-7
  - Instructions for the immortal, or What to do, if you still die. — Moscow : Charity fund «Missionary center of a name of priest Daniel Sysoev», 2012. — 95 с. — ISBN 978-5-4279-0002-7
  - Инструкция для бессмертных или Что делать, если вы все-таки умерли. — Москва : Благотворительный фонд «Миссионерский центр им. иерея Даниила Сысоева», 2012. — 148 с. — ISBN 978-5-4279-0002-7
  - Инструкция для бессмертных или Что делать, если вы все-таки умерли. — Москва : Благотворительный фонд «Миссионерский центр им. иерея Даниила Сысоева», 2013. — 148 с. — ISBN 978-5-4279-0002-7
  - Instruction pour les immortels ou Ce que vous avez à faire si vous êtes réellement mort... — Moscou : Fond. «Le centre missionaire prêtre Daniel Sissoyev», 2013. — 110 с. — ISBN 978-5-4279-0002-7
  - Инструкция для бессмертных или Что делать, если вы все-таки умерли. — Москва : Миссионерский центр им. иерея Даниила Сысоева, 2014. — 148 с. — ISBN 978-5-4279-0002-7
  - Instructions for the immortal, or What to do, if you still die / transl. by deacon Leonid Mickle. — [Voorhees], N. J. : Daniel Sysoev inc. ; Ulyanovsk : Ulyanovskiy dom pechaty, 2015. — 95 с. — ISBN 978-5-4279-0002-7. — 5000 экз.
  - Упутство за бесмртне / превод са руског: Станоје Станковић. — Дивљана : Манастир Светог Димитрија, 2019. — 64 с. — ISBN 978-86-81566-01-5. — 500 экз.
- Пять огласительных бесед. — Москва : Миссионерский центр им. иерея Даниила Сысоева, 2010. — 279 с.
  - Пять огласительных бесед : о Боге, о Христе, о Церкви, о Заповедях, о Сотворении мира. — Москва : Фонд содействия православной миссии Христианская книга, 2010. — 284 с.
- Спасутся ли некрещеные (Могут ли спастись некрещеные?). — Благотворительный фонд «Миссионерский центр имени иерея Даниила Сысоева», 2010. — 125 с. — ISBN 978-5-8493-0120-4.
  - Спасутся ли некрещёные. — Москва : Благотворительный фонд «Миссионерский центр им. иерея Даниила Сысоева», 2013. — 125 с.
  - Спасутся ли некрещёные. — Москва : Благотворительный фонд «Миссионерский центр им. иерея Даниила Сысоева», 2014. — 125 с.
- Толкование на Апокалипсис. — Москва : Миссионерский центр им. иерея Даниила Сысоева, 2011. — 378 с. — ISBN 978-5-4279-0021-8
  - Толкование на Апокалипсис. — Москва : Миссионерский центр им. иерея Д. Сысоева, 2014. — 378 с. — ISBN 978-5-4279-0021-8
- Брак с мусульманином. — М.: Издательство храма пророка Даниила на Кантемировской, 2006. — 3000 экз. — ISBN 5-98988-007-3. Архивировано 31 октября 2016 года.
  - Брак с мусульманином : церковь, каноны, общество. — 2-е изд., испр. и доп. — Москва : Изд-во храма пророка Даниила на Кантемировской, 2007. — 232 с. — ISBN 978-5-98988-008-9
  - Брак с мусульманином. — Москва : Авт. некоммерческая орг. «Духовное наследие», 2011. — 238 с. — (Церковь. Каноны. Общество). — ISBN 978-5-7868-0033-4
  - Брак с мусульманином. — М.: Автономная некоммерческая организация «Духовное наследие», 2012. — 240 с. — (Церковь. Каноны. Общество). — 5000 экз. — ISBN 978-5-7868-0033-4.
- Как наследовать жизнь вечную? / [сост. — Роман Остапенко]. — Москва : Миссионерский центр им. иерея Даниила Сысоева, 2010. — 316 с. — ISBN 978-5-4279-0007-2
  - Как наследовать жизнь вечную?. — Москва : Миссионерский центр им. иерея Д. Сысоева, 2014. — 366 с. — ISBN 978-5-4279-0007-2
- Простыми словами о тайне Троицы. — Москва : Миссионерский центр имени иерея Даниила Сысоева, 2010. — 41 с.
  - Простыми словами о тайне Троицы. — Москва : Благотворительный фонд «Миссионерский центр им. иерея Даниила Сысоева», 2011. — 53 с. — ISBN 978-5-4279-0001-0
  - Простыми словами о тайне Троицы. — Москва : Благотворительный фонд «Миссионерский центр им. иерея Д. Сысоева», 2015. — 53 с. — ISBN 978-5-4279-0001-0. — 10 000 экз.
- Избранные проповеди иерея Даниила Сысоева. — Москва : Миссионерский центр им. иерея Даниила Сысоева, 2011. — 272 с. — ISBN 978-5-4279-0003-4
- Уроки святости. — Москва : Благотворительный фонд «Миссионерский центр им. иерея Даниила Сысоева», 2011. — 533 с. — ISBN 978-5-4279-0023-2
  - Уроки святости. — М.: БФ Миссионерский центр им. иерея Даниила Сысоева, 2013. — 544 с. — ISBN 978-5-4279-0023-2
  - Уроки святости / [сост. Роман Остапенко]. — Москва : Благотворительный фонд «Миссионерский центр им. иерея Даниила Сысоева», 2014. — 534 с. — ISBN 978-5-4279-0023-2
- Ислам. Православный взгляд. — СПб.: Автономная некоммерческая организация «Духовное наследие», 2011. — 93 с. — ISBN 978-5-94383-008-2.
  - Ислам: православный взгляд. — Москва : Духовное наследие, 2012. — 93 с. — ISBN 978-5-94383-008-2
  - Ислам. Православный взгляд. — Москва : Духовное наследие, 2013. — 93 с. — ISBN 978-5-94383-008-2
- Инструкция для ловца человеков. — Москва : Благотворительный фонд «Миссионерский центр им. иерея Даниила Сысоева», 2011. — 92 с. — ISBN 978-5-4279-0004-1
  - Инструкция для ловца человеков. — Москва : Миссионерский центр им. иерея Даниила Сысоева, 2014. — 91 с. — ISBN 978-5-4279-0004-1
- Курс лекций по Догматическому Богословию: специальное издание для миссионерской работы. — Москва : Благотворительный фонд «Миссионерский центр им. иерея Даниила Сысоева», 2011. — 429 с. — ISBN 978-5-4279-0015-7. — 7000 экз.
  - Курс лекций по Догматическому Богословию: специальное издание для миссионерской работы. — Москва : Благотворительный фонд «Миссионерский центр им. иерея Даниила Сысоева», 2012. — 429 с. — ISBN 978-5-4279-0015-7. — 7000 экз.
- Гражданин неба. — Москва : Благотворительный фонд «Миссионерский центр им. иерея Даниила Сысоева», 2012. — 217 с. — ISBN 978-5-4279-0008-9
- Огласительные беседы. — Москва : Благотворительный фонд «Миссионерский центр им. иерея Д. Сысоева», 2012. — 345 с. — ISBN 978-5-98988-016-4
  - Catechetical talks / transl. by deacon Nathan Williams. — Moscow : Rev. Daniel Sysoev missionary center benevolent fund, 2014. — 341 с. — ISBN 978-5-98988-016-4
- Закон Божий: введение в Православное христианство. — Москва : Благотворительный фонд «Миссионерский центр им. иерея Даниила Сысоева», 2012. — 543 с. — ISBN 978-5-4279-0027-0
  - Закон Божий: введение в Православное христианство. — Москва : Миссионерский центр им. иерея Даниила Сысоева, 2014. — 543 с. — ISBN 978-5-4279-0027-0
  - The law of God : an introduction [to] Orthodox Christianity / transl. by deacon Nathan Williams. — New Jersey : D. Sysoev inc., 2016. — 543 с. — ISBN 978-5-4279-0027-0. — 3000 экз.
- Беседы о страстях: [чревоугодие, зависть, сребролюбие, уныние]. — Москва : Благотворительный фонд «Миссионерский центр им. иерея Д. Сысоева», 2012. — 129 с. — ISBN 978-5-4279-0030-0
  - Беседы о страстях: [чревоугодие, зависть, сребролюбие, уныние]. — Москва : Благотворительный фонд «Миссионерский центр им. иерея Даниила Сысоева», 2013. — 129 с. — ISBN 978-5-4279-0030-0
  - Беседы о страстях: [чревоугодие, зависть, сребролюбие, уныние]. — Москва : Благотворительный фонд «Миссионерский центр им. иерея Даниила Сысоева», 2014. — 129 с. — ISBN 978-5-4279-0030-0
  - Talks on the passions / transl. by Anthony Williams. — Moscow : Rev. Daniel Sysoev missionary center benevolent fund, 2014. — 124 с. — ISBN 978-5-4279-0030-0
- Проповеди. — Москва : Миссионерский центр им. иерея Д. Сысоева, 2012. — 282 с. — ISBN 978-5-4279-0003-4
  - Проповеди. — Москва : Миссионерский центр им. иерея Даниила Сысоева, 2013. — 282 с. — ISBN 978-5-4279-0003-4
  - Проповеди : [издание исправленное]. — Москва : Благотворительный фонд «Миссионерский центр им. иерея Даниила Сысоева», 2014. — 282 с. — ISBN 978-5-4279-0003-4
- Толкование Книги пророка Даниила. — Москва : Миссионерский центр им. иерея Даниила Сысоева, 2013. — 311 с. — ISBN 978-5-4279-0011-9
  - Толкование Книги пророка Даниила. — Москва : Миссионерский центр им. иерея Даниила Сысоева, 2015. — 311 с. — ISBN 978-5-4279-0011-9
- Как узнать волю Божию. — Москва : Миссионерский центр им. иерея Д. Сысоева, 2013. — 89 с. — ISBN 978-5-4279-0024-9
  - Как узнать волю Божию?. — Москва : Миссионерский центр им. иерея Даниила Сысоева, 2015. — 90 с. — ISBN 978-5-4279-0224-9. — 10000 экз.
  - How can I learn God’s will? / transl. by deacon Nathan Williams. — New Jersey : D. Sysoev inc, 2015. — 88 с. ISBN 97-8-5-4279-0224-9. — 5000 экз.
- Книга, отрезвляющая человека: толкование Книги Екклесиаста. — Москва : Миссионерский центр им. иерея Д. Сысоева, 2013. — 175 с. — ISBN 978-5-4279-0040-9
  - Книга, отрезвляющая человека: толкование Книги Екклесиаста. — Москва : Благотворительный фонд «Миссионерский центр им. иерея Д. Сысоева», 2014. — 175 с. — ISBN 978-5-4279-0040-9
  - A sobering book : explanation of the Book of Ecclesiastes. — New Jersey : D. Sysoev inc., 2015. — 173 с. — ISBN 978-5-4279-0040-9
- За что страдает праведник?: толкование Книги Иова. — Москва : Миссионерский центр им. иерея Даниила Сысоева, 2014. — 382 с. — ISBN 978-5-4279-0046-2
- Как правильно «хвастать»: толкование на Послания апостола Павла к Коринфянам XII. — Москва : Благотворительный фонд «Миссионерский центр имени иерея Даниила Сысоева», 2015. — 157 с. — ISBN 978-5-4279-0046-4. — 10000 экз.
- Christian mystery: the order of divine services with commentary for beginners : in 3 pt. / transl. by deacon Nathan Williams. — New Jersey : D. Sysoev inc., 2015. — 234 с. — ISBN 978-5-4279-0029-4
- Толкование на Послания апостола Павла к Коринфянам: [в 12 ч.] / отв. ред. Нина Кривко. — Москва : Благотворительный фонд «Миссионерский центр им. иерея Данила Сысоева», 2015

- О зарубежной церкви в России // Москва. — 1998. — № 6. — С. 210—213.
- Парижское богословие и неообновленчество // Москва. 1998. — № 10. — С. 215—217.
  - Парижское богословие и неообновленчество // Благодатный огонь. 2010. — № 20. — С. 27—28.
- Эволюционизм в свете Православного учения // Шестоднев против эволюции. В защиту святоотеческого учения о творении. — М., 2000. — С. 41—64.
- Богословские соблазны монархического движения // Благодатный Огонь. 2000. — № 4. — С. 57—62.
  - Богословские соблазны монархического движения // Искушения наших дней: в защиту церковного единства  / Ред.-сост. А. Добросоцких. — М.: Даниловский благовестник, 2003. — С. 165—180.
- Ex oriente lux, или Наш ответ Ватикану // Благодатный огонь. 2001. — № 6. — С. 26—33.
- Теологумены в современном богословии // Благодатный огонь. 2002. — № 8.
- Доктор Иосиф Овербек и западное православие // Благодатный огонь. 2003. — № 10. — С. 83—85.
- Понятие «традиционные религии» как главное препятствие делу православной миссии // Благодатный огонь. 2003. — № 10.
- Новая исповедь: декларация царебожия вместо раскаяния // Благодатный огонь. 2003. — № 11
- Секты и ереси, паразитирующие на Православии // Искушения наших дней: в защиту церковного единства  / Ред.-сост. А. Добросоцких. — М.: Даниловский благовестник, 2003. — С. 130—158.
- Об ошибках нашей миссии среди мусульман // Благодатный огонь. 2006. — № 14. — С. 53—54
- Евхаристия: человечество Христово или обоженная пища // Благодатный огонь. 2006. — № 14.
- Чудо и честность // Благодатный огонь. 2008. — № 18.
  - Чудо и честность // Москва. — 2010. — N 1. — С. 232—234.
- Современные течения ислама — православная оценка // Имперское возрождение. 2006. — № 1 (5). — С. 9—18.
  - Современные течения ислама — православная оценка // Православные богословы об исламе. — М. : Имперская традиция, 2006. — С. 530—541
- Брак с мусульманином // Имперское возрождение. 2006. — № 3.
- Размышления о протопопе Аввакуме, церковной смуте и любви к Родине // Русский дом. — 2007. — № 4. — С. 48—62.
- Последний Собор: 21 октября — Память святых отцов VII Вселенского Собора // Русский дом: журнал для тех, кто любит Россию — 2007. — № 10. — С. 6—7.
- Путь от модернизма к исламу // Православный ответ исламу (на примере одного отступничества). — М.: Изд-во храма пророка Даниила, Православное миссионерское братство святого Амира Иерусалимского, 2007.
- Православная миссия в современном мире // Труды Перервинской православной духовной семинарии. — 2010. — № 1. — С. 134—139.

- «Шестоднев против эволюции». В защиту святоотеческого учения о творении (Сборник статей). Под редакцией диакона Даниила Сысоева. — Изд-во «Паломникъ», 2000. ISBN 5-87468-045-4.
- Божественное откровение и современная наука. Альманах: Выпуск 1. Под ред. священника Даниила Сысоева, кандидата богословия. — Изд-во «Паломникъ», 2001. ISBN 5-87468-126-4.
- Божественное откровение и современная наука. Альманах: Выпуск 2. Под ред. священника Даниила Сысоева, кандидата богословия. — Изд-во храма пророка Даниила на Кантемировской, 2005. — ISBN 5-98988-001-4.
- Евангелие ; Псалтирь ; Молитвослов : дорожное издание / [сост.] свящ. Д. Сысоев. — Москва : Миссионерский центр им. иерея Д. Сысоева, 2014. — 734 с. — ISBN 978-5-4279-0029-4